# 토리이 나고무
토리이 나고무(鳥居 なごむ)는 일본의 라이트 노벨 작가이다. 제 2회 교토 애니메이션 대상 장려상 수상작인 "경계의 저편"의 저자이다. "경계의 저편"은 그 후 교토 애니메이션에서 애니메이션화되어 2013년 10월부터 12월까지 방송되었다.
자타공인으로 안경을 좋아하며, 토크 라이브 이벤트 "안경소녀 선술집 위원장"에서도 정기적으로 출연하고 있다.

## 작품 리스트
- 경계의 저편 (KA 에스마 문고)

## 같이 보기
- 라이브 노벨 작가 목록